# Битва при Лін'ї
Битва при Ліньї — відбулась 16 червня 1815 року недалеко від однойменного містечка у Бельгії. Армія французького імператора Наполеона Бонапарта здобула свою останню перемогу у довговічній епопеї Наполеонівських воєн, відтіснивши основні сили прусського фельдмаршала Блюхера. Битви під Ліньї та Катр-Бра передували грандіозній баталії під  Ватерлоо, що відбулася через 2 дні.

## Передісторія
Після невдалої військової кампанії 1813—1814 Наполеон Бонапарт 6 квітня 1814 у палаці Фонтенбло в Парижі, під тиском власних маршалів та генералів, зрікається влади і за спільним рішенням союзників (Росії, Англії, Пруссії, Австрії) змушений покинути Францію і відбути у заслання на острів Ельбу, де полководець проводить неповних 9 місяців.
1 березня 1815 разом із невеликим загоном прибічників, серед них були гвардійці та найближчі соратники імператора, вдається до втечі із острова Ельби і висаджується на безлюдному мисі Антиб на півдні Франції. Вже через 3 тижні, перетнувши Альпи у районі Дофіне, тріумфально крокує по Франції, перемагає маршала Нея, висланого «повернути його у залізній клітці», вступає до Парижа, змусивши короля Людовика XVIII тікати. За три місяці Наполеон збирає та реформує армію для того, щоб завдати удару по силам чергової коаліції монархічних держав, армії яких, збиралися на північному кордоні.

## Початок кампанії
Остання військова кампанія для Наполеона розпочалася досить вдало. Армія була розділена на 3 колони: маршал Ней очолив 2 лівофлангові корпуси, маршал Груші — 2 правофлангових корпуси, а Наполеон, разом із гвардією та Резервною армією став на чолі центрального угрупування. Французька армія рухалась із властивою їй мобільністю та швидкістю. Перед Наполеоном першими постали пруссаки та англійці, які найшвидше підійшли до місцевості, якій судилось стати ареною бойових дій. Герцог Веллінгтон з англійською армією знаходились в Брюсселі, а фельдмаршал Блюхер — між Шарлеруа і Льєжем. Австрійська армія також швидким маршем рухалась до Рейну.
14 червня Наполеон переходить кордон Бельгії, і прагнучи запобігти об'єднанню англійської та прусської армії, входить у проміжок, який відділяв союзницькі війська і нападає на Блюхера. Французи займають Шарлеруа і з боєм переходять через річку Самбру, наближаючись до основних прусських сил.

## Хід бою
Біля села Ліньї французи помітили прусські пости, а також спостерігалися переміщення великих мас ворожих військ. Наполеон у цей момент міг розраховувати на ІІІ корпус генерала Вандама, 2 кавалерійські корпуси і гвардію. Крім того імператор очікував підходу IV корпусу Жерара, не знаючи, що на даному етапі має чисельну перевагу над силами Блюхера.
Бій розпочався близько 15:00. Першими в атаку кинулись дивізії генерала Вандама, які мали зайняти висоту Сент-Аман, де розміщувався правий фланг пруссаків. Наступ проходив через поля пшениці, що ускладнювало рух, крім того вдало діяла ворожа артилерія, яка завдавала відчутних втрат французам. Досягнувши висот, французи вступили у відчайдушний штиковий бій із пруссаками, в результаті якого, стратегічна висота декілька разів переходила із рук в руки. Центром прусських позицій було село Ліньї. Його атакували частини IV корпусу Жерара, якому у важкій, кривавій боротьбі вдалося відкинути ворога за річку, що розділяла село. Проти лівого флангу Блюхера діяли військові з'єднання маршала Груші, який довгий час не міг добитись відчутних успіхів.
Становище загострилось близько 16:00, коли французи в єдиному пориві зуміли зламати опір правого флангу ворога і змусити його до втечі. Фельдмаршал Блюхер, оцінюючи ситуацію, вирішує особисто очолити війська на центральних позиціях.
В 17:30 Наполеон перегрупував усі сили для останнього і вирішального кидка на позиції пруссаків, оптимізму йому додавало очікування приходу маршала Нея, який у цей же час вів бій з меншою частиною прусських військ біля Катр-Бра.
У 18:30 до поля бою наблизилась дивізія генерала д'Ерлона і Наполеон видав розпорядження атакувати прусаків з тилу. Проте за нез'ясованих обставин дивізія повернула назад і пішла в напрямку Катр-Бра. Шанс цілковито знищити прусську армію був втрачений. Незважаючи на це, близько 20:00 французькі війська повністю вибили ворога із Ліньї і змусили до поспішного відступу, який моментами виглядав як панічна втеча. При цьому фельдмаршал Блюхер ледь не потрапив у полон, його кінь був убитий, а врятувала полководця тільки темрява та загальний хаос, через який французькі кавалеристи не зуміли його розгледіти. Відступом прусської армії був змушений керувати генерал Ґнайзенау, якому вдалося вивести залишки військ у місто Вавр, куди вже підходили сили герцога Веллінгтона.

## Наслідки бою
Війську Наполеона Бонапарта вдалося здобути перемогу у цьому кривавому бою, який забрав життя 8 тис. французів і 12 тис. пруссаків, усі стратегічні позиції контролювалися французами, включно з селом Ліньї, проте в стратегічному плані Наполеон програв, через те що не вдалося цілком знищити угрупування сил Блюхера, який хоч і переможений, зумів вивести частину військ у містечко Вавр.
|  | «Баталія під Ватерлоо могла відбутися на 48 годин раніше і Веллінгтону та Блюхеру не вдалося б об'єднатися, якщо б я продовжив переслідування Блюхера тієї ночі» |

 — згадував пізніше Наполеон у своїх мемуарах.
Ворог французького імператора, хоча й зазнав поразки, але його моральний дух не був зламаний. У день поразки Блюхер писав своїй жінці: «Ще одна така битва і Наполеону кінець».

## Список використаної літератури
1. Норман Дейвіс. Європа. Історія. — К.: «Основи», 2012. — 785с.
2. Тарле Е. В. Наполеон: ист. портрет / Е. В. Тарле; [ред. В. И. Колегова]. - К.: Дніпро, 1992. - 415 с.
3. П.Ф. Николаев. Полёт орла. Хроника «Ста дней» Наполеона Бонапарта. — Москва: «Экслибрис» — Прес, 2009. — С. 303—310.
4. Сто битв, которые изменили мир. Ватерлоо 1815. Выпуск № 4. Москва. «Де Агостини.» 2010. 4с.